# Conspicuum aenigma
Conspicuum aenigma ist ein parasitischer Saugwurm, der die Gallenblase bei Wachteln und Bindenlaufhühnchen befällt.

## Merkmale
Conspicuum aenigma ist 3,7 bis 7,3 mm lang und 0,6 bis 3,3 mm breit. Der Mundsaugnapf misst 344–595 × 285–600 µm. Der Bauchsaugnapf liegt mittig am Ende des ersten Fünftels des Körpers und ist 320–610 × 285–620 µm groß. Der Ösophagus ist meist eng und kurz, die Darmgabel liegt vor dem Bauchsaugnapf.
Die Hoden sind symmetrisch oder leicht schräg zueinander angeordnet und zwischen 100 und 500 µm groß. Die Samenleiter entspringen am rückenseitigen Vorderende des Hoden und ziehen zum Cirrussack, manchmal vereinigen sie sich kurz vor der Mündung. Der dünnwandige Cirrussack ist 168–303 × 73–125 µm groß und liegt seitlich des Ösophagus. Die Vesicula seminalis ist zweigeteilt. Der Cirrus ist kräftig muskculös, ausstülpbar und bei großen Exemplaren 80–88 × 37–58 µm groß, wenn er innerhalb des Cirrussacks liegt.
Das Ovar ist 109–300 × 125–420 µm groß und liegt etwas seitlich hinter dem Bauchsaugnapf. Das Receptaculum seminis ist 80–150 × 83–245 µm groß. Der Laurer-Kanal ist muskulös, erweitert und liegt medial von Ovar und Receptaculum seminis. Die gut entwickelte Mehlis-Drüse liegt hinter dem Ovar. Die beiden Dotterstöcke (Vitellaria) beginnen am hinteren Ende des Bauchsaugnapfs und enden 1 bis 1,9 mm vor dem Hinterende. Ihre Ausführungensgänge vereinigen sich vor der Mündung zu einem gemeinsamen Gang. Der Uterus steigt bis zum Ovar auf. Das
Metraterm ist dickwandig, leicht muskulös und von Drüsenzellen umgeben. Die Eier sind bedeckelt und im Mittel 31 × 17,7 µm groß.
Die Art wurde in der Erstbeschreibung durch Gvozdev der Gattung Skrjabinus zugeordnet. Fischthal und Kuntz überführten sie in die Gattung Conspicuum, da die Vitellaria im Bereich des Bauchsaugnapfs und nicht erst unmittelbar vor dem Ovar beginnen.